# Halle des sports d'Ergué-Armel
 (mai 2021).
Si vous disposez d'ouvrages ou d'articles de référence ou si vous connaissez des sites web de qualité traitant du thème abordé ici, merci de compléter l'article en donnant les références utiles à sa vérifiabilité et en les liant à la section « Notes et références ».
La Halle des sports d'Ergué-Armel est une salle polyvalente situé dans le quartier d'Ergué-Armel dans la ville de Quimper, dans le Finistère. La salle principale, inaugurée en 1994 a une capacité de 1 200 places dont 978 assises. 
Cette salle accueille les matchs du Quimper Volley 29 (Élite F, 2ème échelon), de l'ASEA Basketball (Régional 2) et du Quimper Cornouaille Tennis de Table (Pro Dames).

## Histoire de la salle

### Construction de l'enceinte

#### Première tranche des travaux
Au début des années 1990, la municipalité de Quimper décide de construire une salle de sport polyvalente dans le quartier d'Ergué-Armel qui ne possédait pas de grande salle, seulement des gymnases comme celui de Sainte-Thérèse et de la Tourelle. Le 2 octobre 1992, le conseil municipal décide de lancer un concours d’architecture en vue de la réalisation d’une halle des sports à Ergué-Armel. C'est le 9 avril 1993, que la ville retient l’équipe Mégy & Picq comme lauréat du concours et autorise le maire à signer un contrat de maîtrise d’œuvre pour la réalisation de la première tranche de la halle des sports. Le permis de construire est délivré le 28 octobre et le chantier s'ouvre le 11 janvier 1994. L'équipement est mis en service en octobre 1994. À son inauguration, la halle des sports contient une salle principale de 44 m x 28 m (entraînement et compétitions pour les sports collectifs, scolaires et civils : basket-ball, volley-ball, hand-ball, badminton ; accueil du public sur tribunes), une salle annexe de 16 m x 12 m (affectation polyvalente pour l’accueil de disciplines diversifiées telles que gymnastique au sol, expression corporelle, danse, sports de combat) et leurs annexes pour 1 750 m2. Dès son inauguration, la halle accueille les matchs du Quimper Volley 29 et de l'ASEA Basketball. La salle A, Louis le Coz, est inaugurée avec une capacité de 1 200 places dont 987 places assises.

#### Seconde tranche de travaux
Le 18 octobre 1996, la municipalité décide de lancer la seconde et dernière tranche de travaux comprenant notamment la réalisation d’une salle omnisports, d’une salle d’haltérophilie, d’une salle de tennis de table d’entraînement, de vestiaires et de locaux de rangement. Le permis de construire est signé le 11 février 1997. L'inauguration a lieu le 28 mai 1998. La seconde, achevée en 1998 au sud de la précédente, contient une grande salle de 36 m x 20 m et une salle d’haltérophilie, avec un espace en mezzanine sur la grande salle destiné au tennis de table et des gradins fixes. Dès son inauguration, la grande salle destinée au tennis de table est investie par le Quimper CTT, créé l'année précédente.

### Après construction
Dès son inauguration, la salle accueille les matchs du Quimper Volley 29 qui en 2011, atteint les demi-finales de la Coupe de France féminine après dans une salle comble, avoir éliminé, l'équipe de Mulhouse, deuxième de Ligue A. Dès la montée du QV29 en Ligue A, l'enceinte est remplie à chaque match et accueille en moyenne 1 149 spectateurs. Le 27 Février 2017, la halle des sports accueillent un match entre le Quimper Volley 29 et le RC Cannes devant 1 200 spectateurs, ce qui constitue la meilleure affluence de l'histoire de la salle. Lors de la saison 2016-2017, la halle des sports accueille 810 spectateurs en moyenne. Les deux saisons suivante, la salle accueille 925 spectateurs et 981 spectateurs en moyenne.

## Affluence

### Records d'affluence
| Rang | Spectateurs | Compétition              | Rencontre                                              | Date |
| ---- | ----------- | ------------------------ | ------------------------------------------------------ | ---- |
| 1    | 1 200       | Ligue AF 2016-2017       | Quimper Volley 29 (LAF) - RC Cannes (LAF)              | 2017 |
| 2    | 1 192       | Ligue AF 2013-2014       | Quimper Volley 29 (LAF) - ASPTT Mulhouse (LAF)         | 2014 |
| 3    | 1 150       | Ligue AF 2013-2014       | Quimper Volley 29 (LAF) - Volley-Ball Nantes (LAF)     | 2014 |
| 4    | 1 100       | Ligue AF 2013-2014       | Quimper Volley 29 (LAF) - Béziers Volley (LAF)         | 2013 |
| 5    | 1 100       | Ligue AF 2018-2019       | Quimper Volley 29 (LAF) - VBC Chamalières (LAF)        | 2019 |
| 6    | 1 100       | Ligue AF 2016-2017       | Quimper Volley 29 (LAF) - Volley-Ball Nantes (LAF)     | 2016 |
| 7    | 1 100       | Ligue AF 2016-2017       | Quimper Volley 29 (LAF) - Volero Le Cannet (LAF)       | 2017 |
| 8    | 1 100       | Coupe de France Féminine | Quimper Volley 29 (DEF) - Volero Le Cannet (LAF)       | 2011 |
| 9    | 1 100       | Ligue AF 2017-2018       | Quimper Volley 29 (LAF) - Pays d'Aix Venelles VB (LAF) | 2018 |
| 10   | 1 050       | Ligue AF 2013-2014       | Quimper Volley 29 (LAF) - Évreux Volley-ball (LAF)     | 2013 |

## Utilisation

### Volley-ball
Depuis l'inauguration de la salle en 1994, le Quimper Volley 29 joue dans la salle Louis le Coz, la salle principale. Seul l'équipe professionnelle féminine joue dans l'enceinte. Les autres équipes du club jouent au Gymnase du Collège la Tourelle. L'équipe joue presque tous ses matchs à guichets fermés que ce soit en Ligue A ou en Élite.

### Autres sports
La halle des sports accueille l'AS Ergué-Armel Basketball, qui joue dans la salle B d'une capacité de 150 places en gradins. L'équipe du Quimper CTT joue dans la salle E de la halle des sports depuis l'inauguration de la salle de tennis de table. La halle accueille le club Dojo de Cornouaille, club de judo dans la salle C.